# Randy Sandke

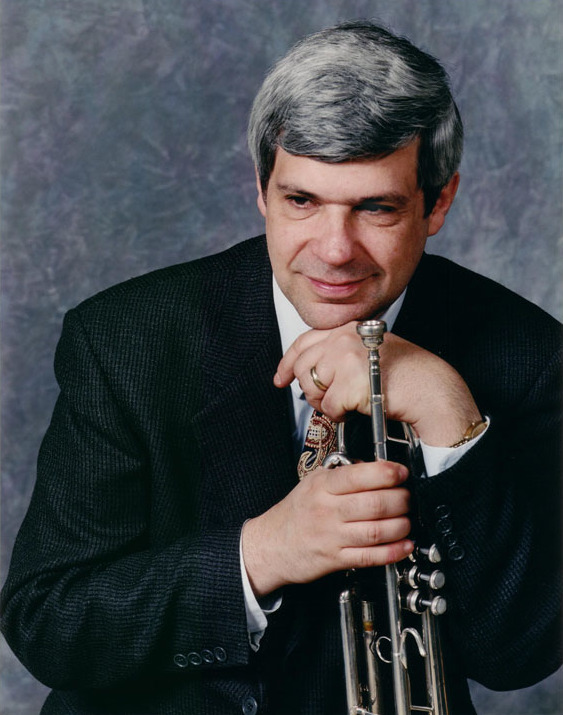
Randy Sandke

Randall „Randy“ Sandke (* 23. Mai 1949 in Chicago, Illinois) ist ein US-amerikanischer Trompeter des Mainstream Jazz.

## Leben und Wirken
Randy Sandke wurde von seinem Bruder Jordan Sandke (* 1946), der ebenfalls Trompete spielt, in den Jazz eingeführt und spielte auf der High School u. a. mit den späteren Jazzmusikern Ray Anderson und George Lewis in einer Band. Er studierte an der Roosevelt University in Chicago (bei Reinhold Schilke vom Chicago Symphony Orchestra), der Indiana University in Bloomington und später (bevor er wieder zur Trompete griff) an der Columbia University. Mit seinem Kommilitonen (in Bloomington) Randy Brecker spielte er 1968 in einer Jazzrock-Band, mit der er auf dem Notre Dame Jazz Festival auftrat. Er erhielt auch das Angebot, in der Band von Janis Joplin zu spielen, was aber durch eine Rachenerkrankung verhindert wurde, die ihn zwang, die Trompete aufzugeben. Er hatte dann über zehn Jahre Gelegenheitsjobs in New York, wo er nebenbei als Gitarrist auftrat und auch aufnahm. Ein Trompeter überzeugte ihn, es noch einmal mit diesem Instrument zu versuchen, und er kehrte Ende der 1970er Jahre in die Jazz-Szene als Trompeter zurück. In den 1980er Jahren spielte er mit den „Nighthawks“ von Vince Giordano, spielte mit Bob Wilber und in der letzten Benny-Goodman-Band unter Leitung des Altmeisters 1985 bis 1986. Danach spielte er u. a. mit Buck Clayton, den Newport All Stars von George Wein, Jon Hendricks, der Worlds Greatest Jazz Band, Mel Tormé, Benny Carter, Dizzy Gillespie, Joe Williams, Butch Miles (Cookin’, 1995), aber auch mit Uri Caine und Michael Brecker und im eigenen Quintett mit Ken Peplowski. Er hat mehrere Alben unter eigenem Namen aufgenommen, zuerst „New York Stories“ 1985, überwiegend bei den Labels Jazzology, Concord und nagel heyer records.
Anfang der 1990er Jahre begann ein Bix-Beiderbecke-Projekt mit dem Oktett „New York All Stars“ (nach Original-Partituren der Zeit, u. a. Welttournee 1993), mit denen er sich aber in einer Reihe von Aufnahmen auf Nagel-Heyer Records auch der Musik Louis Armstrongs oder Count Basies widmete. Sein Tribut auf New York City, Uptown Lowdown: A Jazz Salute to the Big Apple legte er 2000 vor. Auf der anderen Seite schlug sich seine Erforschung ungewöhnlicher Harmonien (von ihm „Metatonality“ genannt) im Avantgarde Kontext u. a. in dem Buch „Harmony for a New Millennium“ (Second Floor Music 2001) nieder.
Er trug auch zum Soundtrack von Filmen wie Woody Allens „Bullets Over Broadway“ und „Cotton Club“ von Francis Ford Coppola bei.